# فرد بيرسون
فرد بيرسون (بالإنجليزية: Fred Pearson)‏ هو لاعب هوكي الجليد أمريكي، ولد في 23 مارس 1923 في بيفرلي في الولايات المتحدة، وتوفي في 10 سبتمبر 2009.

## وصلات خارجية
- فرد بيرسون على موقع EliteProspects.com (الإنجليزية)
- فرد بيرسون على موقع HockeyDB.com (الإنجليزية)
- فرد بيرسون على موقع أوليمبيديا (الإنجليزية)